# Corydoras amandajanea
Corydoras amandajanea är en fiskart som beskrevs av Sands, 1995. Corydoras amandajanea ingår i släktet Corydoras och familjen Callichthyidae. Inga underarter finns listade i Catalogue of Life.